# 福尾猛市郎
福尾猛市郎（ふくお たけいちろう、明治41年（1908年）7月8日 - 平成2年（1990年）6月4日）は、日本の歴史学者、広島大学名誉教授。

## 略歴
明治41年（1908年）に兵庫県有馬郡三田町に生まれる。
旧制姫路高等学校を経て、昭和7年（1932年）京都帝国大学文学部国史学科の国史学専攻を卒業し、大学院へ進学。その間に『滋賀県八幡町史』の編纂主任などを務め、昭和15年（1940年）に刊行された。
昭和16年（1941年）に文部省に入省し、国史概説の編纂にあたった。
昭和21年（1946年）に旧制山口高等学校の教授となった後に山口大学教授となり、昭和29年（1954年）に広島大学文学部の教授に転じた。
昭和47年（1972年）3月に定年退官し、広島大学の名誉教授となった。
その後、関西大学文学部の教授に就任している。
平成2年（1990年）に死去。

## 著書
- 『滋賀県八幡町史綱要』八幡町 1936
- 『日本家族制度史』大八洲出版 1948 のち吉川弘文館
- 『大内義隆』吉川弘文館・人物叢書 1959
- 『熊谷五右衛門』熊谷敦義 1960
- 『日本家族制度史概説』吉川弘文館 1972
- 『熊谷五右衛門』マツノ書店 1984

## 共編著
- 『教養日本史』改訂版 小倉豊文、後藤陽一共編 柳原書店 1959
- 『内海産業と水運の史的研究』編 吉川弘文館 1966
- 『古文書学入門』藤本篤共著 創元社 1974
- 『福島正則 最後の戦国武将』藤本篤共著 1999 中公新書

## 記念論集
- 『近世社会経済史論集』福尾教授退官記念事業会編 吉川弘文館 1972
- 『日本中世史論集』福尾教授退官記念事業会編 吉川弘文館 1972

## 論文
- 「近世近江商人の活動に関する研究」、博士論文、1962年3月。

## 参考
- 『福島正則 最後の戦国武将』著者紹介